# Nilsviken
Nilsviken är en sjö i Skellefteå kommun i Västerbotten och ingår i Skellefteälven-Bureälvens kustområde. Sjön har en area på 0,0819 kvadratkilometer och ligger 0,2 meter över havet. Sjön avvattnas av vattendraget Kvarnbäcken.

## Delavrinningsområde
Nilsviken ingår i det delavrinningsområde (718319-175397) som SMHI kallar för Mynnar i havet. Medelhöjden är 30 meter över havet och ytan är 6,31 kvadratkilometer. Det finns inga avrinningsområden uppströms utan avrinningsområdet är högsta punkten. Avrinningsområdets utflöde Kvarnbäcken mynnar i havet. Avrinningsområdet består mestadels av skog (72 procent) och jordbruk (11 procent). Avrinningsområdet har 0,38 kvadratkilometer vattenytor vilket ger det en sjöprocent på 2,9 procent.